# Уикеда
„Уикеда̀“ е българска музикална група, създадена в Божурище през 1998 г. Стилът им, който трудно може да се определи дори и според самите музиканти, представлява хибрид от рок, ска, реге, фънк, пънк и други стилове. По-известни парчета на групата са – „А ние с Боби двамата пием кафе“, „Уиски с фъстъци“ и „Мари-Анна“.
На 10 юни 2018 г. фронтменът на групата Ерол Ибрахимов обявява разпадането на групата на личния си профил във Фейсбук. За 20 години на сцена Уикеда постигат значителен успех и оказват голямо влияние върху родните групи и музикалния вкус в България.
Впоследствие групата отново се събира. Към 2022-23 г. са активни в участия на живо. Групата изпълнява нови парчета като анонсира и предстоящо издаване на албум

## История
Групата съществува с това име и концепция от 1998 г. и е сформирана от Ерол Ибрахимов, Росен Григоров и Михаил Михайлов. Преди това тримата са свирили заедно в няколко групи със стилово ориентиране към траш музиката, но с времето решават да се захванат с нещо по-различно, като звучене. Името „Уикеда“ избират от английското „wicked“, защото едновременно може да има и негативен и позитивен превод.

„Уикеда“ идва от английската дума „wicked“, което означава: „грешен“, „порочен“, „лош“, „дяволит“, „проклет“... но може да се преведе и като „чудесен“, „страхотен“ и „супер“.
—Ерол Ибрахимов
Още през същата година Уикеда започват да записват авторски парчета и не след дълго подписват договор с „AveNew Productions“. Така през 1999 г. на пазара излиза дебютният им албум „Революция“ под формата на касета и по-късно диск. Парчето „А ние с Боби двамата пием кафе“ бързо придобива популярност и оглавява челни места в класациите седмици наред, а списание „Нов Ритъм“ избира албума за един от 35-те най-добри български албума на всички времена. Първият им клип е сниман в Божурище, в едно от известните по онова време заведения.
Следват изяви по клубове и фестивали, а през 2000 г. записват и втория си албум „Затова, защото...“, който не отстъпва по-успех с 20 000 продадени копия. Към сингъла „Уиски с фъстъци“ е записан и официален видеоклип.
Третият албум на групата излиза през 2001 г. под лейбъла „Vitality Music Ltd.“. Дискът представлява комбинация от стари и нови парчета и се казва „... дотук“. Издаването му е подкрепено с турне в Европа (Чехия, Германия, Унгария), като още по време на турнето групата пуска сингъл от предстоящия си албум „Осъзнай се класово“. Песента „Обичам“ (текст Стефан Вълдобрев) е включена в саундтрака към филма „Пансион за кучета“ (2001).
Четвъртият албум е издаден през 2003 г. от „Trivalent Production Ltd.“ и съдържа 10 изцяло нови парчета и 1 бонус трак с едноименното парче от албума на английски език.
Петият и последен албум на Уикеда излиза през 2004 г. и е съставен почти изцяло от парчета на английски език.
През годините групата претърпява леки промени в състава и прави многобройни концертни изяви в страната и извън нея.

## Членове
Към 2023 г.
- Ерол Ибрахимов – вокал, бас китара
- Росен Григоров – китара
- Владислав Зидаров – барабани
- Ясен Обретенов (Яшата) – синтезатор
- Сандо Валентинов – тромпет
- Александър Борисов (Сашко) – цугтромбон

Бивши
- Петър Генчев – китара (1999 – 2004)
- Владимир Георгиев (Попа) – барабани (2007 – 2016)
- Деян Драгиев – барабани (2004 – 2007)
- Михаил Михайлов – барабани (1998 – 2004)
- Михаил Йосифов – тромпет
- Тодор Бакърджиев – тромпет
- Велислав Стоянов – тромбон

Гост музиканти
- Владимир Кърпаров – саксофон („Революция“)
- Петър Момчев – саксофон („Затова, защото...“)
- Наско Попов – перкусии, барабани („Затова, защото...“)

## Албуми
- „Революция“ (1999)
- „Затова, защото...“ (2000)
- „...до тук“ (2001)
- „Осъзнай се класово“ (2003)
- „1618“ (2004)